# Ивайло Дангуров
Ивайло Дангуров е български футболист.

## Успехи
Спартак Плевен
- 1 място Северозападна В група – 2012
- 1 място Северозападна В група – 2015